# Lycée Hugues-Libergier
Le lycée Hugues-Libergier dit lycée Libergier est situé à Reims.
Il est spécialisé dans les filières des sciences et technologies de laboratoire, des sciences et technologies de la gestion et des sciences et technologies de la santé et du social, mais il offre aussi des formations générales. Le lycée est réparti en deux sites LIB1 et LIB2 comptant plus de 1200 élèves.
C'est un lycée très réputé pour la qualité de son enseignement et de ses professeurs.

## Historique
D’abord école professionnelle de garçons en 1874, l’établissement devient 10 ans après école primaire supérieure.
C’est en 1885 qu’une section commerciale y est créée.

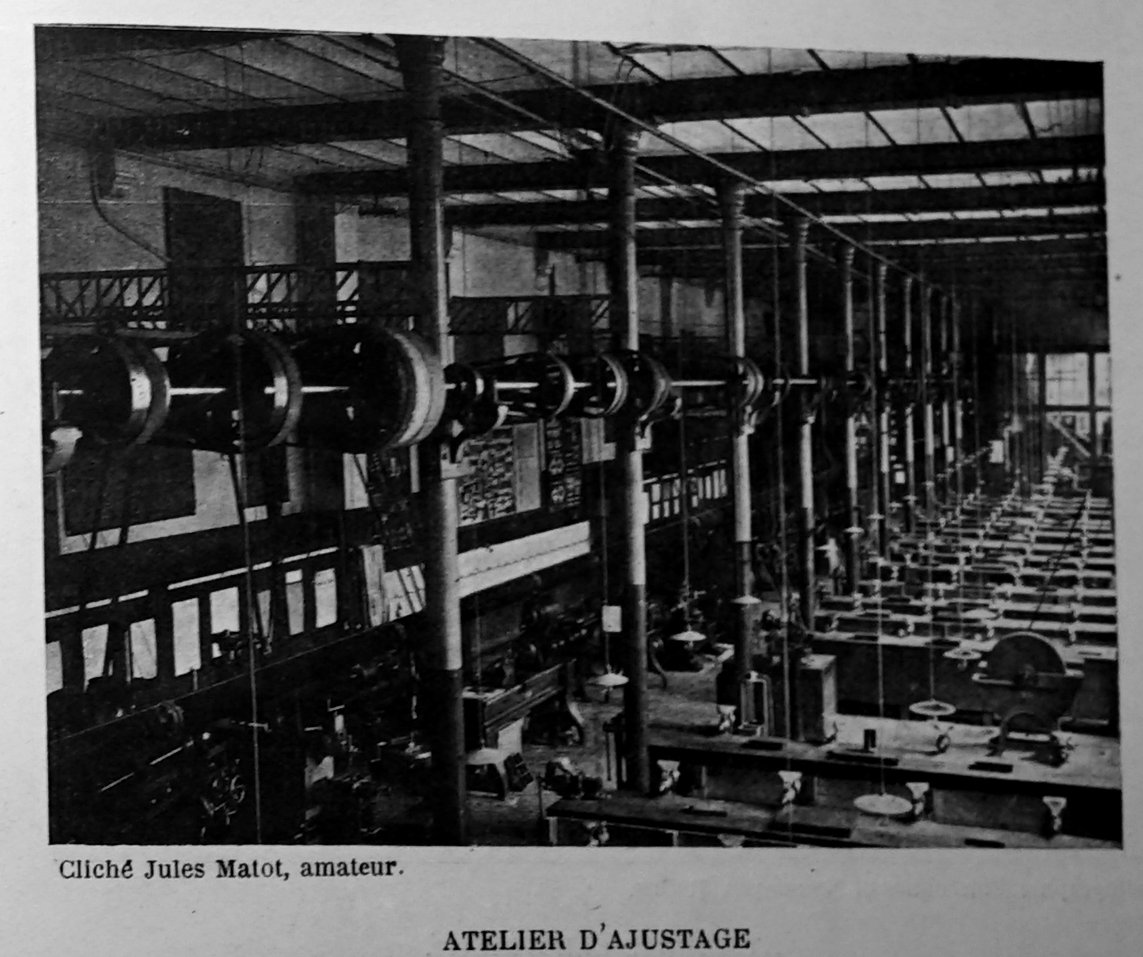
Un atelier en 1908.

En 1893, elle est rattachée au ministère du Commerce sous le nom d’école pratique de commerce et d’industrie de garçons.
En septembre 1930, les élèves s’installent dans de nouveaux locaux (actuellement lycée Roosevelt).
Les bâtiments ainsi libérés, rue Libergier, vont alors abriter jusqu’en 1939 une école primaire secondaire de jeunes filles qui accueille déjà à l’époque environ 1 000 élèves.
L’école deviendra après la Seconde Guerre mondiale un collège moderne de jeunes filles, puis un lycée technique nationalisé en 1961.
En 1963, l’internat ouvre ses portes. En 1968, le lycée devient lycée d’État. Ce n’est qu’en 1974 qu’il prendra le nom de lycée d’État Hugues-Libergier.
Dans les années 2010, la Région Champagne Ardenne, intégrée depuis dans la Région Grand Est, entreprend un vaste plan de réhabilitation du lycée, ainsi pratiquement remis à neuf. En plus des salles de classe et des bâtiments principaux, le gymnase situé en face sur la rue Libergier est complètement refait, et un niveau est supprimé afin de mettre en valeur la charpente existante, étonnante dans un tel bâtiment. Un nouveau gymnase sur 2 niveaux est également construit à côté de l'ancien, sous la maîtrise d’œuvre de l'architecte rémois Philippe Gibert.

## Classement du Lycée et Formations
En 2015, le lycée se classe  12e sur 20 au niveau départemental quant à la qualité d'enseignement, et 1683e au niveau national, en 2018 il progresse de 2 rang et se place 10e sur 22 niveau départemental et 1523 niveau national . Le classement s'établit sur trois critères : le taux de réussite au bac, la proportion d'élèves de première qui obtiennent le baccalauréat en ayant fait les deux dernières années de leur scolarité dans l'établissement, et la valeur ajoutée (calculée à partir de l'origine sociale des élèves, de leur âge et de leurs résultats au diplôme national du brevet).

Le lycée propose de nombreuses spécialités aux élèves de première et de terminale générale : SES, HGGSP, Physique chimie, SVT, Anglais contemporain, HLP, Maths, etc. A l'inverse le lycée propose pour les élèves souhaitant faire un bac technologique les spécialités ST2S, STMG, ... (voir directement sur le site).

## Qui est Hugues Libergier?
Hugues Libergier (?-1263), maître d’œuvre qui commença en 1229 un édifice religieux aujourd’hui disparu : l’église abbatiale Saint-Nicaise détruite pendant la Révolution française.
Il a été immortalisé par sa représentation sur la pierre de son tombeau qui était à l’origine situé à Saint-Nicaise puis a été transféré à la cathédrale de Reims en 1799 après la destruction de la basilique.

## Personnes notables
- Marie-Clémence Fouriaux
- Marina
- Collectif Liber'Nature (collectif écologiste crée en 2023 par des élèves de première et par la CPE)
- Pierre

## Anciens élèves
- Maurice Prévost, pionnier français de l'aviation